# Jefferson County, West Virginia
Jefferson County är ett county i östligaste delen av delstaten West Virginia i USA. År 2010 hade countyt 53 498 invånare. Den administrativa huvudorten (county seat) är Charles Town. 	

## Geografi
Enligt United States Census Bureau så har countyt en total area på 549 km². 544 km² av den arean är land och 5 km² är vatten. Countyt ingår i Washingtons storstadsområde. 

### Angränsande countyn
- Washington County, Maryland - nord
- Loudoun County, Virginia - öst
- Clarke County, Virginia - sydväst
- Berkeley County - nordväst

### Städer och samhällen
- Bolivar
- Charles Town
- Harpers Ferry
- Corporation of Ranson
- Shepherdstown